# Agrostis michauxii
Agrostis michauxii é uma espécie de gramínea do gênero Agrostis, pertencente à família Poaceae.